# Krisztián Pars
Dans les noms hongrois, le nom de famille précède le prénom, mais cet article utilise l’ordre habituel en français, où le prénom précède le nom.
Pour les articles homonymes, voir Pars.
Krisztián Pars (né le 18 février 1982 à Körmend) est un athlète hongrois spécialiste du lancer du marteau.

## Biographie
Pars a été sacré champion du monde cadet en 1999 et s'est classé cinquième aux Jeux olympiques d'été de 2004. Il est depuis abonné aux places d'honneur dans les grands championnats.
Il devient champion d’Europe espoirs, en 2003 à Bydgoszcz (77,25 m) devant le Turc Eşref Apak.
En 2009, il remporte le lancer du marteau lors de la Coupe d'Europe hivernale des lancers, grâce à un lancer à 80,38 m à son troisième essai. L'année suivante, Krisztián Pars obtient la médaille de bronze aux Championnats d’Europe à Barcelone avec 79,06 m. Il est devancé par le Slovaque Libor Charfreitag et l'Italien Nicola Vizzoni.
Début mars 2011, il s'impose une nouvelle fois lors de la Coupe d'Europe hivernale des lancers à Sofia avec un jet à 79,84 m. Lors de ce concours, il réalise cinq lancers au-delà des 79 mètres. Il prouve une nouvelle fois sa forme en mai en lançant son marteau à 79,47 m lors du Golden Grand Prix de Kawasaki, remportant ainsi le concours. Après sa deuxième place à Daegu, il remporte le challenge mondial IAAF du lancer de marteau de 2011 et empoche ainsi 30 000 $.
Le 25 septembre 2011, Krisztián Pars s'empare de la MPMA en lançant son marteau à 81,89 m lors du 3e Mémorial Pal Nemeth à Szombathely.
Après avoir terminé 4e à Athènes et à Pékin, le 5 aout 2012 il remporte la médaille d'or aux Jeux olympiques de Londres avec un lancer à 80,59 m.
En 2013, il se classe deuxième des championnats du monde de Moscou, derrière le Polonais Paweł Fajdek.
Il conserve son titre continental lors des championnats d'Europe 2014, à Zurich, en établissant la meilleure performance mondiale de l'année ainsi qu'un nouveau record de Hongrie, avec un lancer à 82,69 m.
Il remporte la Coupe d'Europe hivernale des lancers 2015 à Leiria et celle de 2016 à Arad.
En juin 2018, il est suspendu pour dopage à la suite d'une infraction commise le 13 janvier 2018. La suspension prend fin le 12 juillet 2019.

## Palmarès
| Date | Compétition                          | Lieu                                | Résultat | Marque  |
| ---- | ------------------------------------ | ----------------------------------- | -------- | ------- |
| 1999 | Championnats du monde jeunesse       | Bydgoszcz                           | 1er      | 74,76 m |
| 2001 | Championnats d’Europe juniors        | Grosseto                            | 1er      | 69,42 m |
| 2003 | Championnats d’Europe espoirs        | Bydgoszcz                           | 1er      | 77,25 m |
| 2004 | Jeux olympiques                      | Athènes                             | 4e       | 78,73 m |
| 2004 | Finale mondiale                      | Szombathely                         | 3e       | 79,17 m |
| 2005 | Championnats du monde                | Helsinki                            | 7e       | 78,03 m |
| 2006 | Championnats d’Europe                | Göteborg                            | 6e       | 78,34 m |
| 2006 | Finale mondiale                      | Stuttgart                           | 3e       | 80,41 m |
| 2007 | Championnats du monde                | Osaka                               | 5e       | 80,93 m |
| 2007 | Finale mondiale                      | Stuttgart                           | 2e       | 78,42 m |
| 2008 | Coupe d’Europe hivernale des lancers | Split                               | 2e       | 77,06 m |
| 2008 | Jeux olympiques                      | Pékin                               | 4e       | 80,96 m |
| 2008 | Finale mondiale                      | Stuttgart                           | 2e       | 79,37 m |
| 2009 | Coupe d’Europe hivernale des lancers | Los Realejos                        | 1er      | 80,38 m |
| 2009 | Championnats du monde                | Berlin                              | 4e       | 77,45 m |
| 2009 | Finale mondiale                      | Thessalonique                       | 3e       | 77,49 m |
| 2010 | Championnats d’Europe                | Barcelone                           | 3e       | 79,06 m |
| 2011 | Coupe d'Europe hivernale des lancers | Sofia                               | 1er      | 79,84 m |
| 2011 | Championnats du monde                | Daegu                               | 2e       | 81,18 m |
| 2011 | Challenge IAAF du lancer de marteau  | Challenge IAAF du lancer de marteau | 1er      | —       |
| 2012 | Championnats d'Europe                | Helsinki                            | 1er      | 79,72 m |
| 2012 | Jeux olympiques                      | Londres                             | 1er      | 80,59 m |
| 2012 | Challenge IAAF du lancer de marteau  | Challenge IAAF du lancer de marteau | 1er      | —       |
| 2013 | Coupe d'Europe hivernale des lancers | Castellón de la Plana               | 1er      | 77,21 m |
| 2013 | Championnats du monde                | Moscou                              | 2e       | 80,30 m |
| 2013 | Challenge IAAF du lancer de marteau  | Challenge IAAF du lancer de marteau | 2e       | —       |
| 2014 | Coupe d'Europe hivernale des lancers | Leiria                              | 2e       | 77,96 m |
| 2014 | Championnats d'Europe par équipes    | Tallinn                             | 1er      | 75,26 m |
| 2014 | Championnats d'Europe                | Zurich                              | 1er      | 82,69 m |
| 2014 | Coupe continentale                   | Marrakech                           | 1er      | 78,99 m |
| 2014 | Challenge IAAF du lancer de marteau  | Challenge IAAF du lancer de marteau | 1er      | —       |
| 2015 | Coupe d'Europe hivernale des lancers | Leiria                              | 1er      | 79,24 m |
| 2015 | Championnats d'Europe par équipes    | Stara Zagora                        | 1er      | 77,27 m |
| 2015 | Championnats du monde                | Pékin                               | 4e       | 77,32 m |
| 2015 | Challenge IAAF du lancer de marteau  | Challenge IAAF du lancer de marteau | 3e       | —       |
| 2016 | Coupe d'Europe hivernale des lancers | Arad                                | 1er      | 75,21 m |
| 2016 | Jeux olympiques                      | Rio de Janeiro                      | 7e       | 75,28 m |
| 2021 | Coupe d'Europe des lancers           | Split                               | 13e      | 71,80 m |

## Records
| Épreuve           | Performance  | Lieu   | Date         |
| ----------------- | ------------ | ------ | ------------ |
| Lancer du marteau | 82,69 m (NR) | Zurich | 16 août 2014 |

## Sources
- (de) Cet article est partiellement ou en totalité issu de l’article de Wikipédia en allemand intitulé « Krisztián Pars » (voir la liste des auteurs).